# Söğüt
Söğüt – miasto i dystrykt w azjatyckiej, północno-zachodniej części Turcji.
Dystrykt graniczy z dystryktami Bilecik (zachód), Gölpazarı (północ), İnhisar (północny wschód), Eskişehir (południowy wschód) i Bozüyük (południowy zachód). Według spisu powszechnego z 2000 roku populacja wynosiła 21 012 mieszkańców, a szacunki z 2010 podają 19 425. Söğüt dzieli się na pięć dzielnic i 23 wsie. Söğüt jest położony 31 km od Bileciku i 52 km od Eskişehir.